# ستان جونسون
ستان جونسون (بالإنجليزية: Stan Johnson)‏ هو لاعب كرة قاعدة أمريكي، ولد في 12 فبراير 1937 في دالاس في الولايات المتحدة، وتوفي في 17 أبريل 2012 في سان فرانسيسكو في الولايات المتحدة بسبب مرض باركنسون.

## وصلات خارجية
- ستان جونسون على موقع الدوري الياباني لكرة القاعدة (الإنجليزية)
- ستان جونسون على موقعبيزبول رفرنس.كوم (الدوري الرئيسي) (الإنجليزية)
- ستان جونسون على موقعبيزبول رفرنس.كوم (الدوري الثانوي) (الإنجليزية)
- ستان جونسون على موقع إي إس بي إن.كوم (أم.أل.بي) (الإنجليزية)
- ستان جونسون على موقع مشجعي الرسوم البيانية (الإنجليزية)